# Jacques Perrier
Jacques Pierre Perrier (Bagnolet, 12 de octubre de 1924 - Bagnolet, 23 de junio de 2015) es un exjugador de baloncesto francés. Fue medalla de plata con Francia en los Juegos Olímpicos de Londres 1948.